# Hauptstraße 126 (Heidelberg)

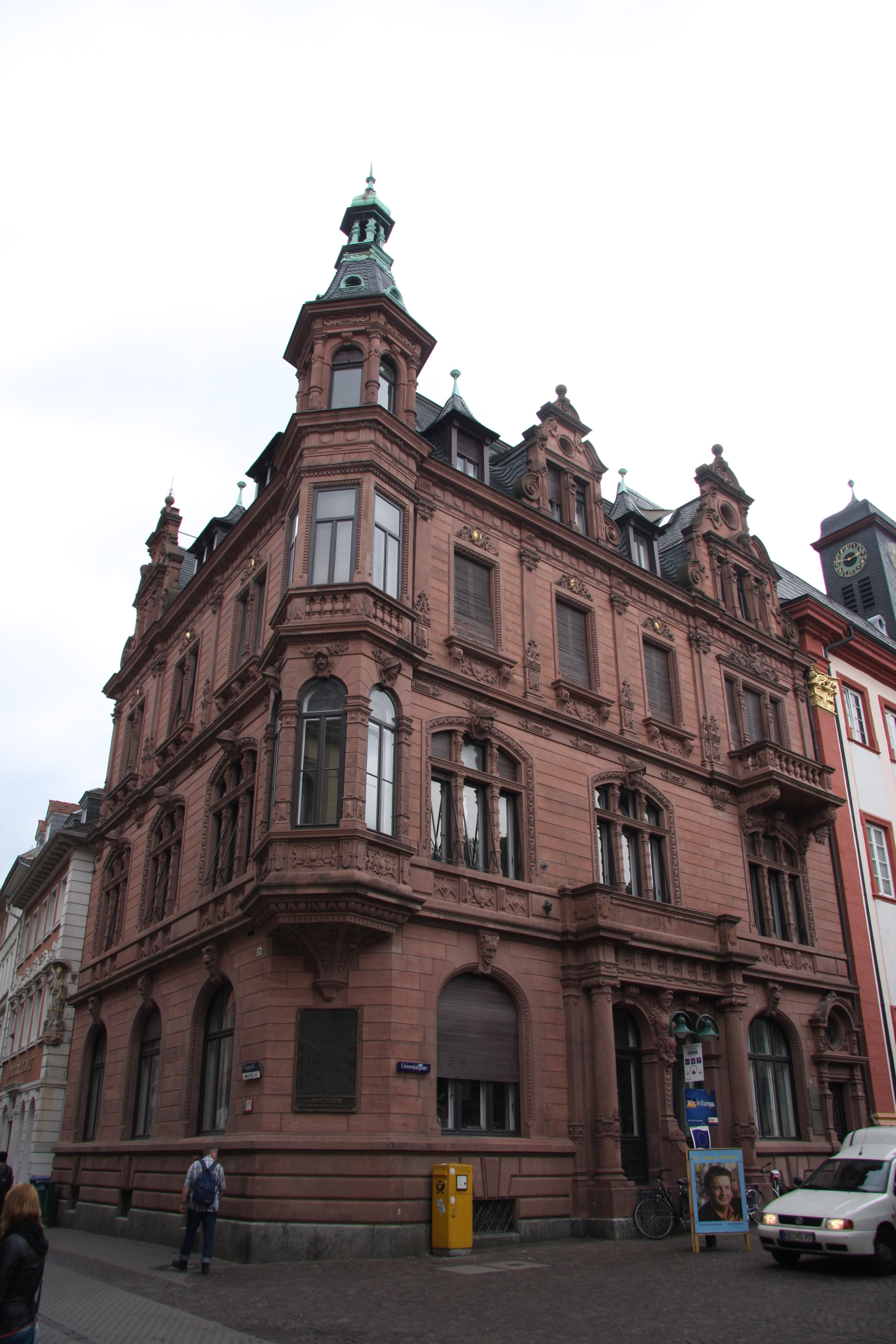
Ehemaliges Wohn- und Bankhaus Hauptstraße 126

Das Wohn- und Bankhaus Hauptstraße 126 ist ein denkmalgeschütztes Gebäude in Heidelberg.
Das repräsentative Anwesen wurde 1900/01 von Jakob Henkenhaf und Friedrich Ebert für die Oberrheinische Bank erbaut. Seit 1939 wird das Haus von der Universität Heidelberg genutzt. 1966 noch zum Abriss vorgesehen, konnte das Gebäude erhalten werden. 1991–1993 erfolgte eine Instandsetzung.
Das dreigeschossige Haus mit Steildach befindet sich in der Hauptstraße 126, am Universitätsplatz. Südlich an das Gebäude schließt sich die Alte Universität an, nördlich davon stand bis 1827 das Mitteltor der mittelalterlichen Stadtbefestigung. Die beiden Fassaden zur Hauptstraße und zum Universitätsplatz sind im Stil der Neurenaissance gehalten, Vorbild war der soeben wiederhergestellte Friedrichsbau des Heidelberger Schlosses. Die Fenster besitzen Köpfe als Schlusssteine. Über den Fenstern des zweiten Obergeschosses sind die Wappen von Mannheim, Heidelberg und Baden angebracht. An der Ecke befindet sich ein polygonaler Turmerker. Das reich verzierte Hauptportal führte in die Schalterhalle, von wo der Tresorkeller erreichbar ist. Ein Seiteneingang erschließt die oberen Geschosse, wo zur Erbauungszeit Büroräume und Wohnungen waren. Im Innern haben sich Stuckdecken und Terrazzoböden erhalten. Das Gebäude gilt als herausragendes historistisches Bauwerk.